# Jacques Boulenger
Jack Amand Romain Boulenger (* 27. September 1879; † 22. November 1944) war ein französischer Romanist, Mediävist, Literaturgeschichtler, Literaturkritiker, Sprachpurist und Schriftsteller.

## Leben
Boulenger trat mit 17 Jahren in die École des Chartes ein und schloss sie 1900 ab mit der Arbeit Les Protestants à Nîmes au temps de l'Édit de Nantes (Paris 1903). Er arbeitete als Bibliothekar, Gelehrter, Journalist und Literat. Er war Sekretär der 1913 gegründeten Société des études rabelaisiennes und Mitherausgeber ihrer Zeitschrift Revue des études rabelaisiennes (später: Revue du seizième siècle). Weithin bekannt wurden seine Adaptationen mittelalterlicher Texte.

Boulenger wurde 1939 der Grand Prix de l'Académie française verliehen.

Jacques Boulenger war der Bruder des Schriftstellers Marcel Boulenger (1873–1932).

## Werke
- Sous Louis-Philippe. Les Dandys, Paris 1907 (Vorwort von Marcel Boulenger)
- Marceline Desbordes-Valmore, d'après ses papiers inédits, Paris 1909; Marceline Desbordes-Valmore. Sa vie et son secret, Paris 1926
- Le grand siècle, Paris 1911 (L'Histoire de France racontée à tous, hrsg. von Frantz Funck-Brentano, 4)
- (Hrsg. mit Abel Lefranc, Henri Clouzot, Paul Dorveaux, Jean Plattard und Lazare Sainéan) Oeuvres de François Rabelais. Édition critique, 4 Bde., Paris 1912–1922
- Au pays de Gérard de Nerval, Paris 1914
- En escadrille, Paris 1918
- La critique. 'Mais l'art est difficile !', Paris 1921
- (Hrsg.) Noël du Fail, Propos rustiques, Paris 1921
- (Nacherzähler) Les romans de la la Table ronde, 4 Bde., Paris 1922–1923
- (mit André Thérive) Les Soirées du Grammaire-club, Paris 1923
- Monsieur ou le professeur de snobisme, Paris 1923
- Rabelais à travers les âges. Compilation suivie d'une bibliographie sommaire de l'oeuvre de maître François, comprenant les éditions qu'on en a données depuis le XVIe siècle jusqu'à nos jours, d'une étude sur ses portraits et d'un examen de ses autographes, Paris 1925
- Renan et ses critiques, Paris 1925
- Candidature au Stendhal Club, Paris 1926
- Miroir à deux faces, Paris 1928
- Le Touriste littéraire, Paris 1928
- La vie de saint Louis, Paris 1929
- Dans la vieille rue Saint-Honoré, Paris 1931
- Corfou. L'île de Nausicaa, Paris 1932
- Les Tuileries sous le second Empire, Paris 1932
- Au fil du Nil, Paris 1933
- Nostradamus, Paris 1933
- Sous Louis-Philippe. Le Boulevard, Paris 1933
- (Hrsg.) Rabelais, Oeuvres complètes, Paris 1934 (Bibliothèque de la Pléiade)
- Toulet au bar et à la poste, Paris 1935
- Les contes de ma cuisinière, Paris 1935
- Les Soirs de l'archipel. Roman, Paris 1935
- Adam ou Eve, Paris 1937
- Crime à Charonne, Paris 1937
- Quelque part, sur le front. Images de la présente guerre, Paris 1940
- Rabelais, Paris 1942
- Le sang français, Paris 1943